# سن رضایت

نقشه سن رضایت
بلوغ
۱۲
۱۳
۱۴
۱۵
۱۶
۱۷
۱۸
ازدواج لازم است
اطلاعاتی موجود نیست

سن رضایت یا سن قانونی رابطه جنسی سنی است که در آن شخص به لحاظ قانونی مجاز است تا به اختیار خود رابطه جنسی داشته باشد. در نتیجه این قانون، یک فرد بالغ که با شخص زیر سن قانونی رابطه جنسی برقرار کرده، نمی‌تواند ادعا کند که فعالیت جنسی‌اش مبتنی بر رضایت فرد بوده و ممکن است چنین فعالیت جنسی‌ای سوءاستفاده جنسی از کودکان یا تجاوز قانونی قلمداد شود. فرد زیر حداقل سن قربانی محسوب می‌شود و شریک جنسی بزرگتر هم به عنوان مجرم تلقی می‌گردد؛ مگر اینکه هر دو زیر سن قانونی باشند. هدف از تعیین سن رضایت، محافظت از یک فرد زیر سن قانونی است.
اصطلاح سن رضایت به ندرت در اساسنامه قانونی آورده می‌شود.